# Réacteur nucléaire de Draria
Le réacteur nucléaire de Draria, également nommé NUR (acronyme de Nuclear Uranium Reactor) est un réacteur à eau légère d'une puissance d'un mégawatt, situé à Draria près d'Alger en Algérie. 
Il s'agit d'un réacteur nucléaire de recherche conçu pour utiliser de l'uranium enrichi à 20 %, un modérateur en graphite et un refroidissement à l'eau légère. Construit en collaboration avec l'entreprise argentine INVAP, il a été inauguré officiellement en 1989.